# Arabie saoudite aux Jeux olympiques
L'Arabie saoudite a participé à 12 Jeux d'été et à aucun Jeux d'hiver. Le pays a gagné ses deux premières médailles aux Jeux de Sidney de 2000, l'une en argent gagné par Hadi Souan Somalyi en athlétisme et l'autre en bronze gagné par Khaled Al-Eid en équitation. Après les Jeux de Tokyo de 2020, l’Arabie Saoudite compte 4 médailles. Aux Jeux de 2012, des femmes ont pour la première fois représenté leur pays. 

## Bilan général
| Année | Athlètes | Médaille d'or, Jeux olympiques | Médaille d'argent, Jeux olympiques | Médaille de bronze, Jeux olympiques | Total   | Rang    |
| 1972  | 10       | 0                              | 0                                  | 0                                   | 0       |         |
| 1976  | 14       | 0                              | 0                                  | 0                                   | 0       |         |
| 1980  | Boycott  | Boycott                        | Boycott                            | Boycott                             | Boycott | Boycott |
| 1984  | 37       | 0                              | 0                                  | 0                                   | 0       |         |
| 1988  | 9        | 0                              | 0                                  | 0                                   | 0       |         |
| 1992  | 9        | 0                              | 0                                  | 0                                   | 0       |         |
| 1996  | 29       | 0                              | 0                                  | 0                                   | 0       |         |
| 2000  | 18       | 0                              | 1                                  | 1                                   | 2       | 61e     |
| 2004  | 16       | 0                              | 0                                  | 0                                   | 0       |         |
| 2008  | 14       | 0                              | 0                                  | 0                                   | 0       |         |
| 2012  | 18       | 0                              | 0                                  | 1                                   | 1       | 79e     |
| 2016  | 12       | 0                              | 0                                  | 0                                   | 0       |         |
| 2020  | 29       | 0                              | 1                                  | 0                                   | 1       | 77e     |
| Total |          | 0                              | 2                                  | 2                                   | 4       |         |